# Silvano Danzi
Silvano Danzi (Varese, 20 febbraio 1962) è un allenatore di atletica leggera italiano.
Diplomato ISEF, affianca l'insegnamento scolastico ed universitario alla pratica di allenatore di atletica.
Per 7 anni, dal 2005 al 2012, è stato tecnico delle nazionali della Federazione Italiana di atletica leggera.
Particolarmente interessato alle discipline del mezzofondo, in particolare i 3000 metri siepi, ha portato un suo atleta, Giuseppe Maffei, ai Giochi olimpici dopo averlo seguito sin da quando era ragazzino.
Altri giovani atleti da lui seguiti nelle categorie giovanili sono stati Davide Maffei, Paola Vignati, Roberto Calandro, Luca Merighi, Angelo Giardiello, Antonio Trapani, Stefano Ghezzi, Dario Ceccarelli, Simone Gariboldi, il giovane siepista François Marzetta, Giovanni Reggiori, Manuel Cominotto, Silvia Oggioni, e Pietro Arese, vincitore del titolo italiano assoluto ai campionati indoor 2021 nei 1500 e 3000 metri piani. 
Dal 2012 è il responsabile tecnico del college del mezzofondo dell'Università dell'Insubria di Varese.

## Pubblicazioni
- Particolarità del siepista e sviluppo poliennale delle esercitazioni tipiche della distanza, dal sito della FIDAL